# Neustadt an der Weinstraße
Pour les articles homonymes, voir Neustadt.
Neustadt an der Weinstraße, littéralement « Villeneuve sur la route du vin », appelée de 1414 à 1950 Neustadt an der Haardt, est un chef-lieu d'arrondissement situé dans le Land de Rhénanie-Palatinat, en Allemagne.
La ville, surnommée la Perle du Palatinat, compte 53 000 habitants ; comme son nom l’indique, il s'agit d'une commune viticole, où, au début octobre, a lieu une importante fête du vin, avec l’élection et le couronnement de la « Reine du vin » (die Weinkönigin).
Près de Neustadt, se trouve le château de Hambach qui est un symbole du mouvement démocratique allemand depuis qu'en 1832 y eut lieu la Fête de Hambach, réunissant beaucoup de gens qui revendiquaient la liberté et les droits du citoyen.

## Géographie

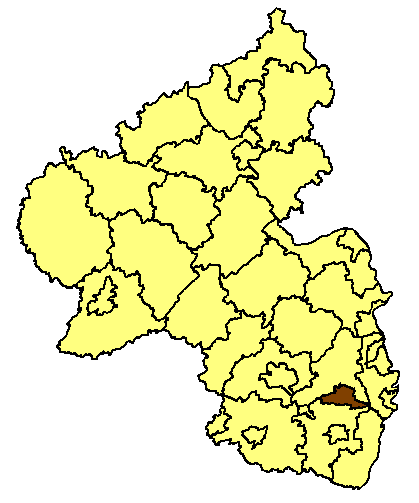
Situation de Neustadt dans le Land de Rhénanie-Palatinat.

Son emplacement privilégié offre un micro-climat favorable aux vignes (cf. Weinstraße) et aux amandiers (cf. Mandelring).

## L'arrondissement
Neustadt an der Weinstrasse est une ville-arrondissement (Kreisfreie Stadt), composée de la ville chef-lieu (Zentrum) et de villages (Ortsteile). Chaque village peut prendre la particule an der Weinstraße

la Haardt

- Neustadt-Centre (rouge) – site officiel (de + en + fr + it + nl + ja + zh)
- Haardt (de) (violet) – site officiel (de)
- Hambach (jaune) – site officiel (de)
- Mußbach (de) (vert) – site officiel (de)
- Duttweiler (de) (blanc) – site officiel (de)
- Diedesfeld (de) (bleu) – site officiel (de)
- Geinsheim (de) (gris) – site officiel (de)
- Königsbach (orange) – site officiel (de)
- Gimmeldingen (brun) – site officiel (de)
- Lachen-Speyerdorf (noir) – site officiel (de)

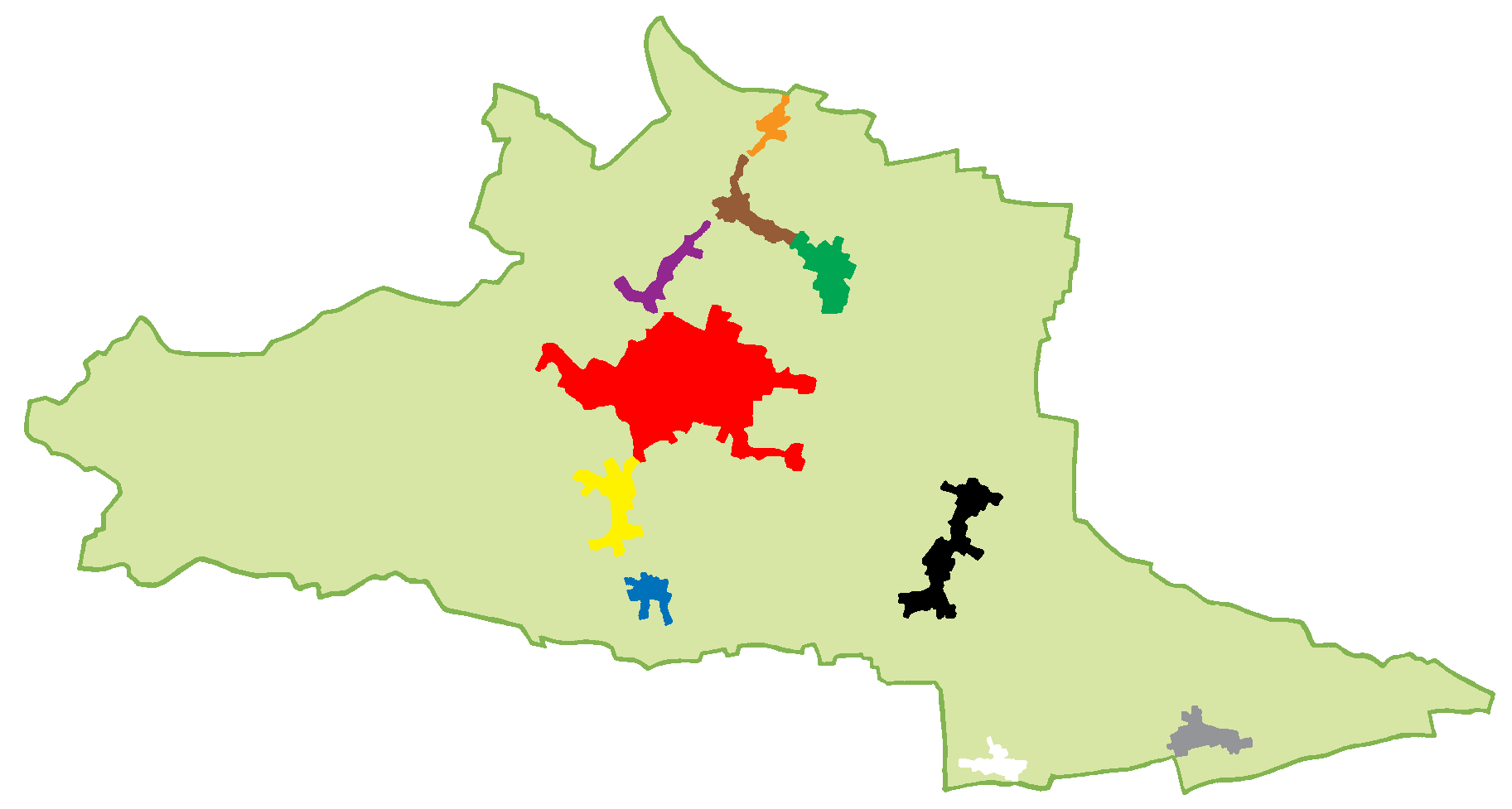
Ville et villages

Chacun de ces villages a conservé son identité propre, tandis que d'autres anciennes parties sont devenues des quartiers de la ville-centre (le chef-lieu de l'arrondissement) et n'ont plus eux-mêmes de statut administratif légal car ils ont fusionné avec elle. En adoptant le statut d’arrondissement-ville, la périphérie restante rurale est dorénavant gérée par la ville-centre en une même collectivité, qui donc enclave les autres villages dans la nouvelle entité pour former l'arrondissement complet.

## Histoire
| Appartenances historiques Palatinat du Rhin 1220-1797 République cisrhénane (Mont-Tonnerre) 1797-1802 République française (Mont-Tonnerre) 1802-1804 Empire français (Mont-Tonnerre) 1804-1813 Royaume de Bavière 1815-1918 République de Weimar 1918-1933 Reich allemand 1933-1945 Allemagne occupée 1945-1949 Allemagne de l'Ouest 1949-1990 Allemagne 1990-présent |

### Antiquité
Les plus anciennes traces de peuplement humain indiquent que les Celtes vivaient sur le territoire de Neustadt. Parmi les vestiges, on trouve des murs circulaires, de la poterie, des pièces de monnaie et des armes, qui sont datés à la période autour de 150 avant Jésus-Christ. Probablement autour de l'an 20 de notre ère, les Romains ont pris possession de la zone. Vers l'an 400, le pays fut conquis par les Alamans, puis vers l'an 500 par les Francs.

### Moyen Âge
Les connaissances manquent sur la période qui suit la fin de l'Empire romain et sur le haut Moyen Âge, mais il est certain qu'il y avait déjà des villages avant la « ville nouvelle » (signification de Neustadt): Winzingen, qui est aujourd'hui un quartier de la ville, est mentionné en 774. Les districts de Mußbach, Lachen-Speyerdorf, Geinsheim, Duttweiler et Hambach sont significativement plus anciens que le centre de la ville. L'histoire de Neustadt est étroitement liée à l'histoire générale du Palatinat à cette époque.
Juste quelques décennies après que la nouvelle ville eut été fondée au début du XIIIe siècle, elle reçut officiellement le statut de ville le 6 avril 1275, suivant l'exemple de Spire, de la part de l'empereur Rodolphe de Habsbourg.

### Les divisions religieuses (XVIeetXVIIesiècles)
Pendant la Réforme, Louis le Pacifique a gouverné le Palatinat jusqu'en 1544 et s'est efforcé de promouvoir la réconciliation entre les religions. Son édit religieux de 1538 permettait aux luthériens de prêcher et de communier. Son frère et successeur, Frédéric le Sage, fut tout aussi raisonnable. En revanche, Frédéric III dit le Pieux fut pris dans la controverse religieuse. Élevé catholique et soumis à de multiples influences, il décida d'étudier les questions théologiques lui-même, ce qui l'amena à adopter le point de vue réformé. Lorsqu'il mourut en 1576, il laissa une clause dans son testament stipulant que son fils luthérien, Louis VI ne devait pas hériter des fiefs de Kaiserslautern et de Neustadt, mais qu'ils devraient aller à son frère calviniste, Jean-Casimir.
En 1578, le comte Palatin Jean Casimir, fils cadet de Frédéric III demeuré calviniste, fonde à Neustadt un collège, le Casimirianum, afin d'accueillir les professeurs de théologie calviniste que son frère luthérien Louis avait chassés de l'université de Heidelberg. Quand Jean Casimir s'installe à Heidelberg en 1583, après la mort de son frère, afin de prendre en charge la régence pour son fils encore mineur, il ramène les calvinistes à Heidelberg et c'est la fin de l'université de Neustadt.
La querelle religieuse s'envenima à l'échelle européenne au début du XVIIe siècle jusqu'à déclencher des hostilités, ce qui fit que le Palatinat fut ravagé à de multiples reprises. La ville de Neustadt fut conquise six fois au cours de la guerre de Trente Ans :
- En 1622, par les Espagnols
- En 1631, par les Suisses
- En 1635, par les troupes impériales
- En 1638, par les troupes du duc Bernard de Saxe-Weimar
- En 1639, par les Français sous le maréchal de guerre, le duc de Longueville
- En 1644, à nouveau par les Français

À chaque changement d’occupants changeaient également les confessions.
C’est pourquoi, contrairement à d’autres villes du Palatinat, il y eut à peine de changement lors de la guerre de Neuf Ans (1688-1697).

### LeXVIIIesiècle
En 1722, on construisit une route pour relier Neustadt à Mannheim (c'est aujourd'hui la route B38), ce qui imposa de percer le mur d'enceinte nord. Les fortifications, devenues obsolètes sur le plan militaire, furent toutes détruites au cours du XVIIIe siècle, ce qui fit perdre à la ville son aspect moyenâgeux.
En 1744, un recensement indiquait que les 2 496 habitants de la ville se répartissaient entre 1676 réformés, 620 catholiques et 200 luthériens. Il y avait aussi des juifs, mais ils ne furent pas recensés.
Après la conquête du Palatinat par les troupes révolutionnaires françaises, en 1797-1798, Neustadt devint un modeste chef-lieu de canton, faisant partie de l'arrondissement de Spire, au sein du département du Mont-Tonnerre. Dans le cadre de l'organisation du système judiciaire, un tribunal fut établi à Neustadt sous l'autorité d'un juge de paix, comme dans tout chef-lieu de canton.

### La fête républicaine de Hambach (1832)

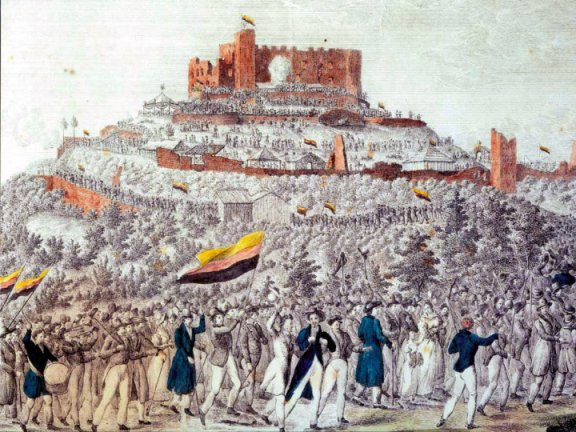
Hambacher Fest, mai 1832 (lithographie d'époque)

Le traité de Vienne de 1815 ayant attribué le Palatinat au royaume de Bavière – ce que les habitants de la région ne comprirent pas, les habitants du Palatinat ayant été soumis à une forte influence des idées de la Révolution française au même titre que les Alsaciens (que rien n'avait jamais séparé du Palatinat avant 1815), tout cela prédispose le Palatinat à être le centre de l'opposition républicaine allemande. Ce mouvement à la fois libéral et national culmine avec les fêtes républicaines de Hambach le 27 mai 1832 (du nom du château qui domine la ville de Neustadt). Les principales revendications des quelque trente mille participants sont la liberté d’association, d'opinion et de pratique religieuse et un nouvel ordre en Europe basé sur le respect et l'égalité entre les peuples. Les questions de citoyenneté, l'aspiration à une unité nationale allemande sont très présentes. Les drapeaux tricolores noir-rouge-or (et non noir-blanc-rouge) comme symbole de liberté, d'unité et de droit des citoyens dans une Allemagne unie et républicaine, sont portés en grand nombre par les manifestants. Le drapeau principal de la fête porte l'inscription "Deutschlands Wiedergeburt" soit "renaissance de l'Allemagne". Actuellement, ce drapeau flotte en permanence sur le château. Cette agitation républicaine est immédiatement et durement réprimée. L'unité allemande réclamée à Hambach se fera donc non dans un cadre républicain mais dans un cadre impérial en 1871 sous l'impulsion du chancelier prussien Otto von Bismarck. L'élan collectif vers l'unité allemande, la liberté et la démocratie font de cet événement un moment fondateur de l'histoire de la République fédérale d'Allemagne.

### La présence française de 1945 à 1992
Une importante garnison des Forces françaises en Allemagne de l'Armée française était présente à Neustadt an der Weinstraße jusqu'en 1992. Par exemple, de 1969 à 1973, le 40e régiment de Transmissions La dernière unité importante de la garnison qui a remplacé en 1978 le 6e régiment de dragons, était le 2e groupe de chasseurs. Plusieurs quartiers répartis dans la ville, un magasin appelé les économats leur étaient réservés. La Direction de l'enseignement français en Allemagne y entretenait une école primaire. Les élèves allant au collège devaient toutefois prendre un bus scolaire militaire et fréquenter le collège Hoche de Landau, une ville voisine dans laquelle l'armée française avait également des régiments.
Du côté allemand, il y avait même une revue allemande de jeunesse éditée en français : Bussi l'ours (Bussi bär).

### Généralités

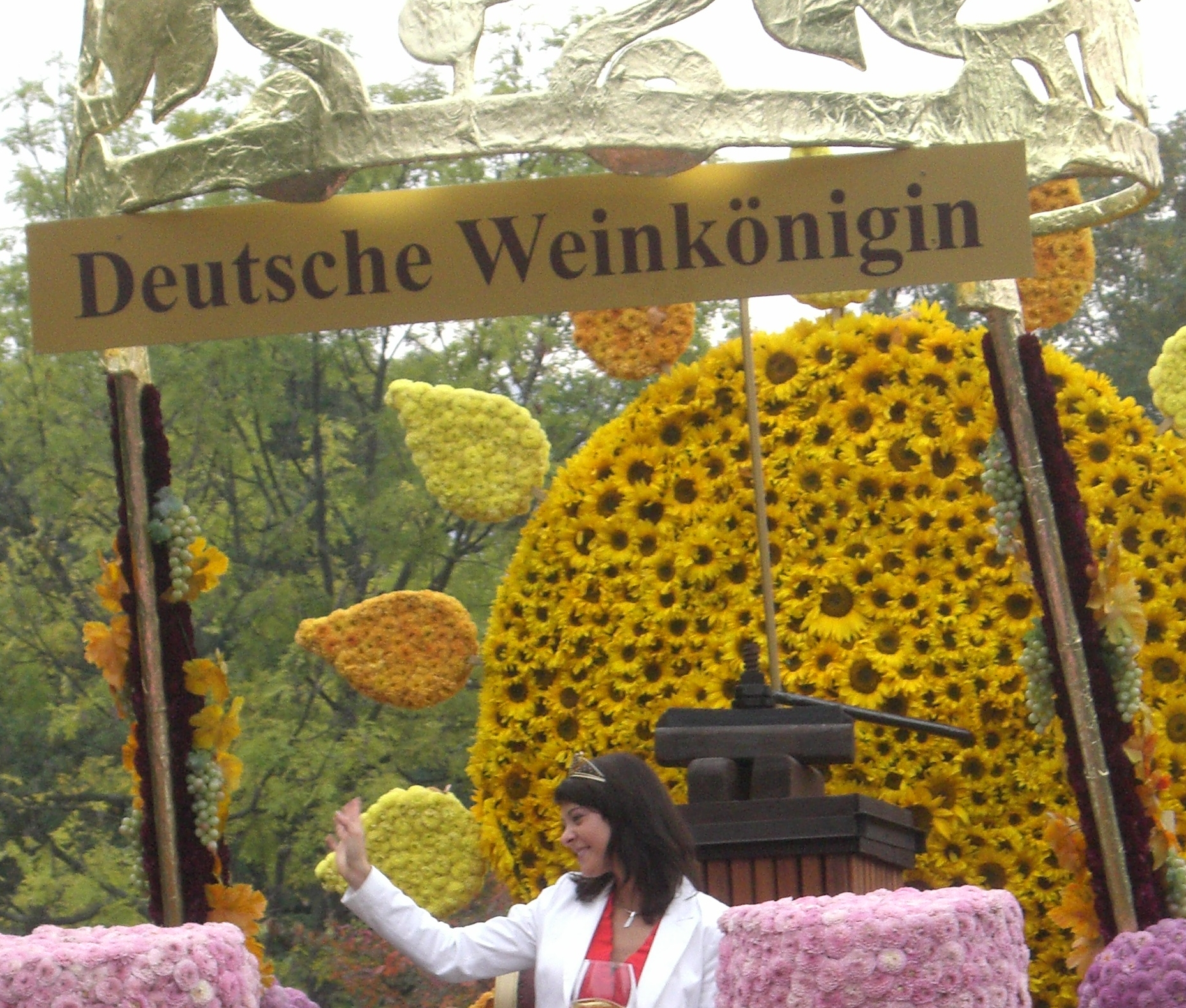
La Reine des Vins allemande

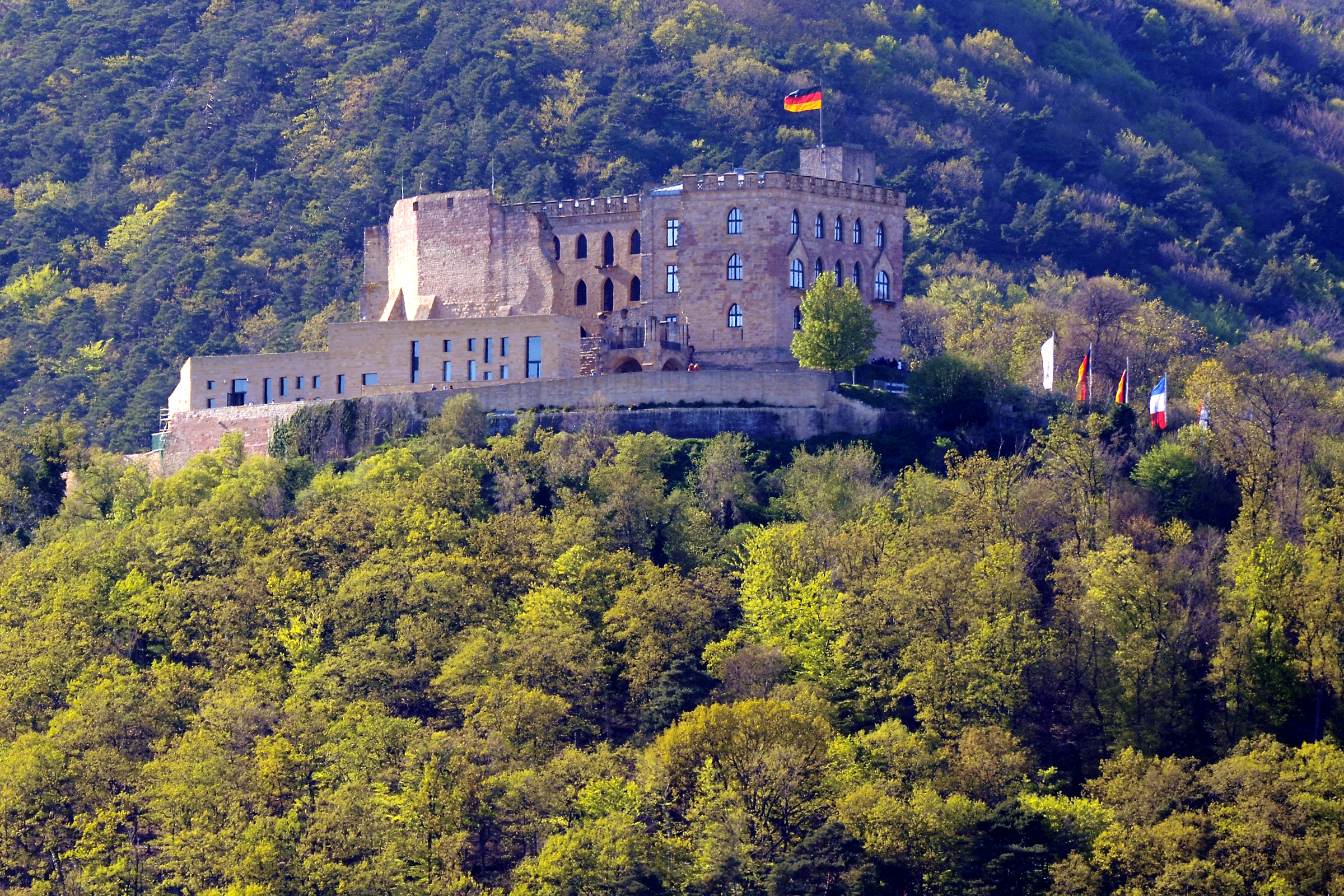
Le château de Hambach

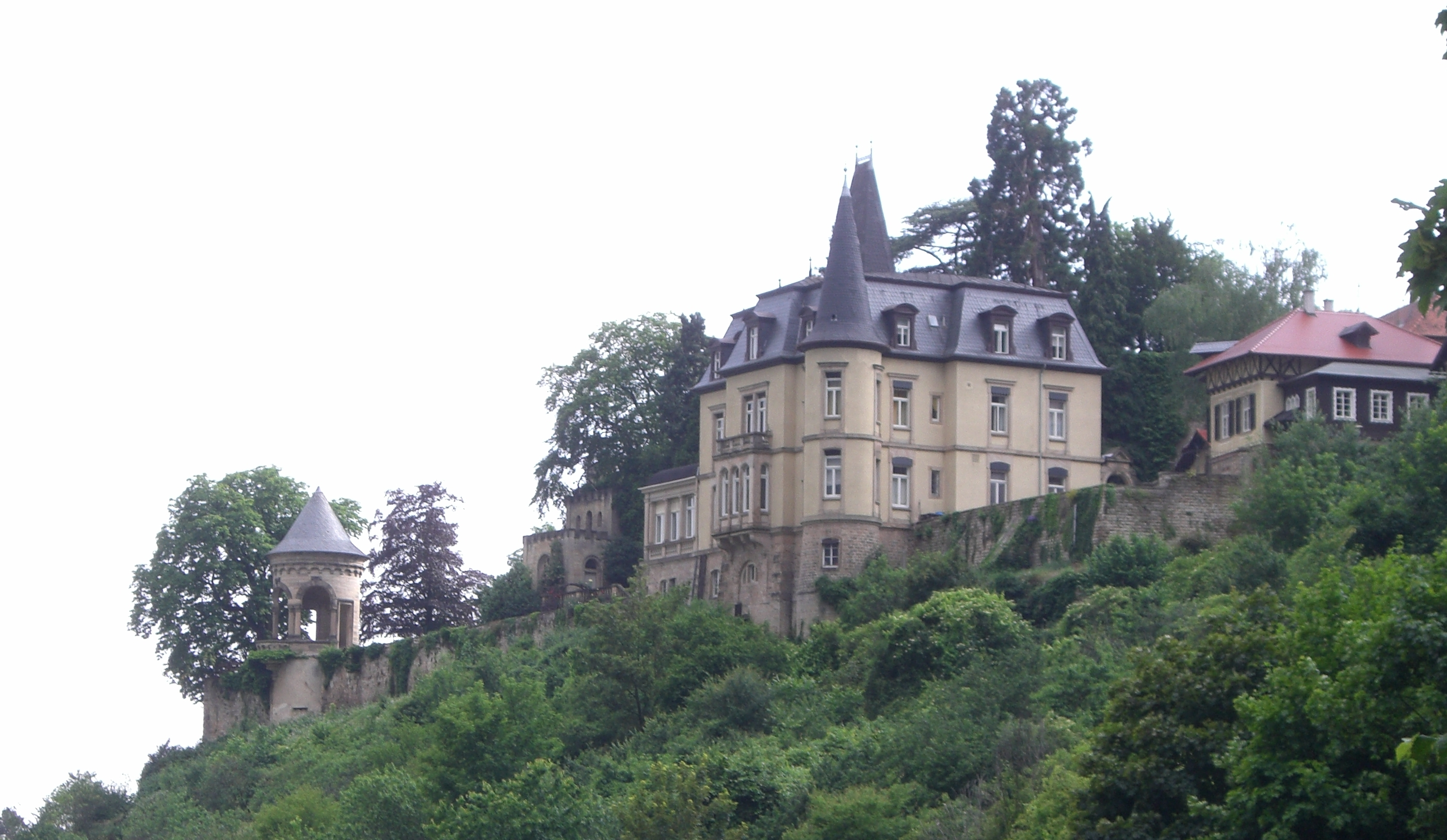
Le château de la Haardt

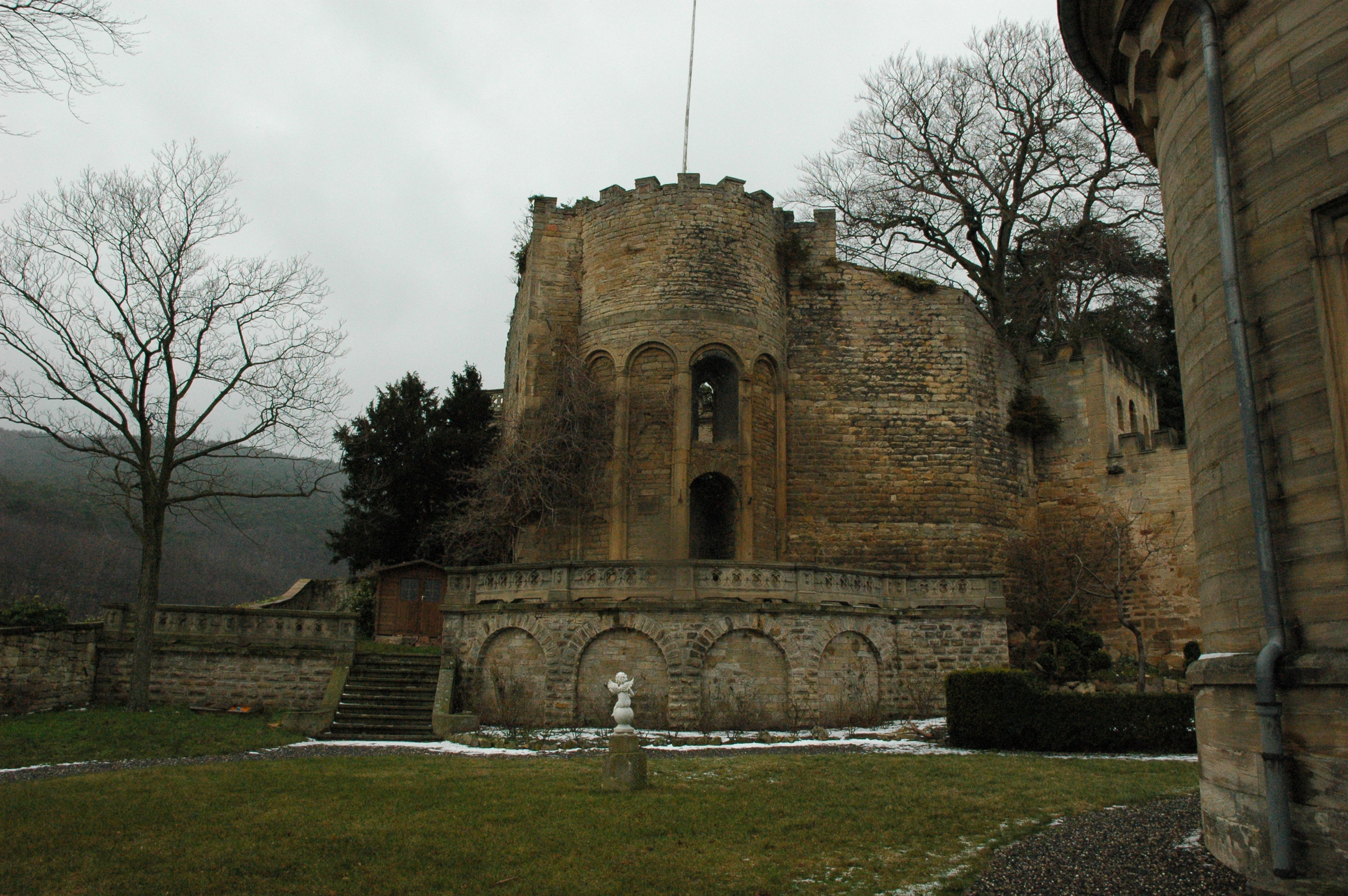
Le château fort Winzingen

## Patrimoine

### Bâtiments

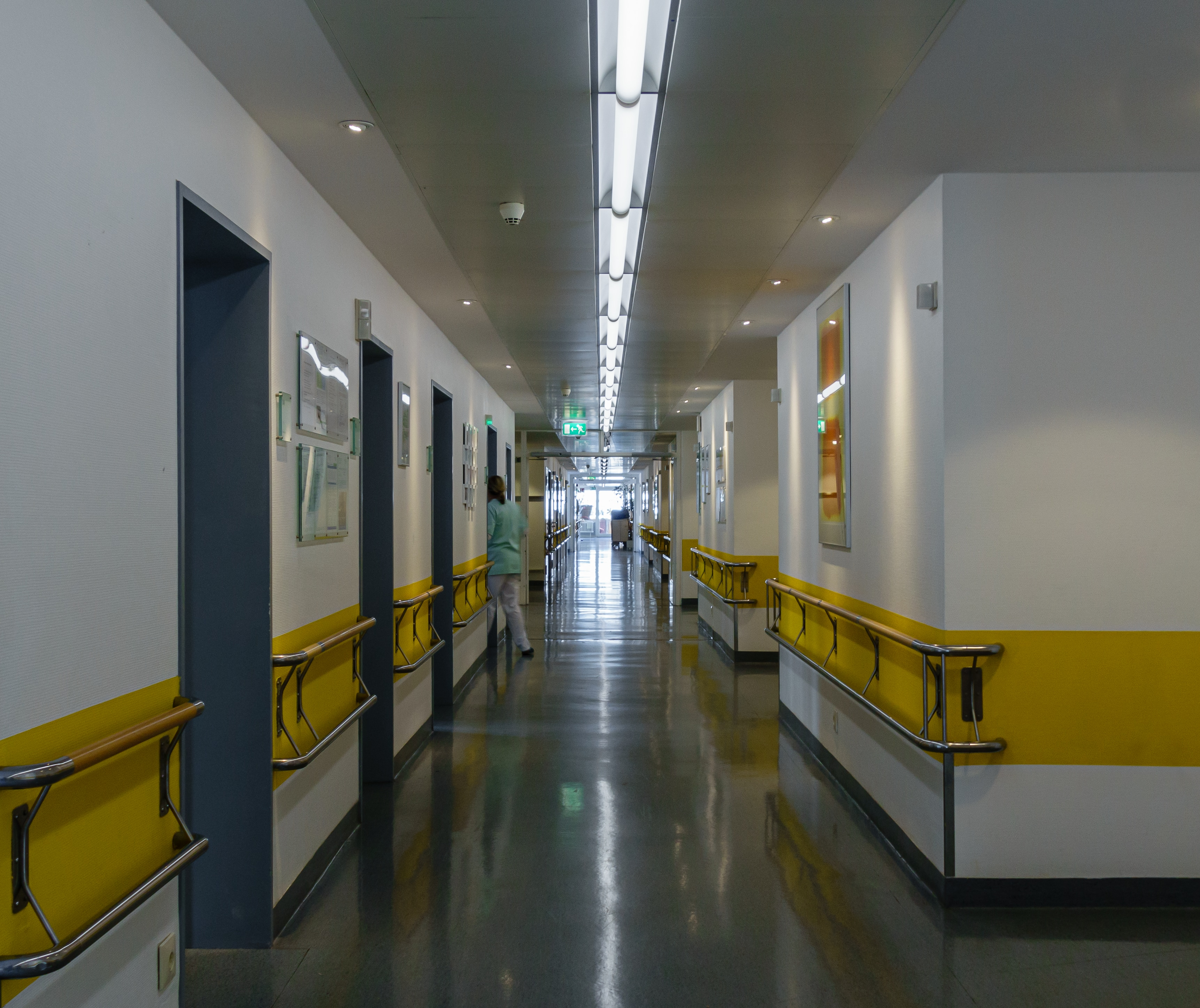
Couloir dans le Hetzelstift, un hopital de Neustadt an der Weinstraße. Mars 2015.

- Château de Hambach (Hambacher Schloss, aujourd'hui musée, restaurant, lieu de conférences, de mariage et salle des fêtes), reconstruit – Hambach
- Haardter Schloss (de) (château de la Haardt)[4] et, à l'arrière, Burg Winzingen (de) (château fort Winzingen) – Haardt
- Villa Böhm (style néorenaissance) – chef-lieu
- Saalbau (bâtiment de la halle, lieu-dit, style classique), salle des fêtes et bâtiment culturel – chef-lieu, lieu délection du reine de vin
- Stiftskirche (église simultanée, l'ancienne collégiale) – chef-lieu

### Fontaines
- Paradiesbrunnen (fontaine du paradis) – chef-lieu
- Markt- oder Königsbrunnen (fontaine du marché ou -du roi) – chef-lieu
- Elwetritsche-Brunnen (fontaine des Elwetritsche) – chef-lieu

### Parcs
- Welsch-Terrasse (terrasse de Welsch), balcons fleuris surplombant la ville – Haardt[5]
- Park der Villa Böhm (parc de la Villa Böhm) – chef-lieu
- Bahnhofsvorplatz (parvis de la gare) – chef-lieu

### Divers
- Les vignes, divisées par de nombreux sentiers et coupées par une longue route, la Probstgasse – Haardt
- Weinbiet (de) (Domaine du vin, lieu-dit), montagne boisée – Mußbach, Gimmeldingen et Haardt
- Mandelring, une longue rue agrémentée de fontaines naturelles et située sur une colline au pied d'une montagne boisée – Haardt
- Le long de cette route, on trouvera le château de la Haardt, le château fort Winzingen, un chemin menant directement dans la forêt du Weinbiet, un autre à la Welsch-Terasse ainsi qu'un troisième menant directement à la ville principale. C'est aussi un endroit proche des vignes de l'arrondissement.
- Mithraeum de Gimmeldingen (IVe siècle apr. J.-C.)

## Personnages célèbres
À Neustadt an der Weinstraße sont nés :
- Mario Basler (1968), footballeur
- Malu Dreyer (*1961), Ministre du Travail, des Affaires sociales, de la Santé et de la Démographie en Rhénanie-Palatinat
- Henri-Christian-Marie de Stengel (11 mai 1744), grand général français durant la Révolution française sous Bonaparte
Son nom est inscrit sur l’Arc de triomphe de l'Étoile à Paris.

Y est mort :
- Georg von Neumayer, géophysicien et explorateur polaire.

Y habite :
- Joseph Moog, (1987), pianiste classique et compositeur

## Jumelages
- Mâcon (France) depuis 1956
- Lincoln (Angleterre) depuis 1970
- Wernigerode (Allemagne) depuis 1989
- Manchester (États-Unis) depuis 1992
- Quanzhou (Chine) depuis 1995
- Mersin (Turquie) depuis 1998